# Frühes Sonnensystem
Das Frühe Sonnensystem (Englisch Early Solar System oder abgekürzt ESS) umfasst den Zeitraum ab der Entstehung des Sonnensystems vor 4568 Millionen Jahren, sowie den Transformationsprozess der protoplanetaren Staubscheibe bis hin zur Planetenbildung mit der abgeschlossenen Akkretion unserer Erde.

## Geschichtliche Einführung
Revolutionierende Vorbedingung zum Verständnis des Sonnensystems war der Heliozentrismus, der 250 v. Chr. durch Aristarchos von Samos etabliert worden war und die Sonne in den Mittelpunkt unseres Planetensystems gerückt hatte – im Gegensatz zu den damals gängigen, erdzentrierten Vorstellungen des Geozentrismus. Dennoch konnte sich der Heliozentrismus erst gegen Ende des 17. Jahrhunderts durchsetzen. Der Begriff Sonnensystem (engl. solar system) wurde erstmals im Jahr 1704 verwendet.
Ein Meilenstein war die Entwicklung der Nebularhypothese durch Emanuel Swedenborg, Immanuel Kant und Pierre-Simon Laplace im 17. Jahrhundert. Jedoch war ein wesentlicher Kritikpunkt dieser Hypothese ihre anscheinende Unfähigkeit, den mangelnden Drehimpuls der Sonne im Vergleich zu den Planeten zu erklären. Die daraus resultierende ablehnende Einstellung ihr gegenüber erfuhr jedoch Anfang der 1980er durch die Untersuchung junger Sternensysteme eine Neubewertung. Wie die Nebularhypothese voraussagte, werden die Zentralsterne von kühlen Scheiben aus Staub und Gas umgeben – was zu ihrer Wiederanerkennung beitrug.

## Zeit vor T0– präsolarer Nebel

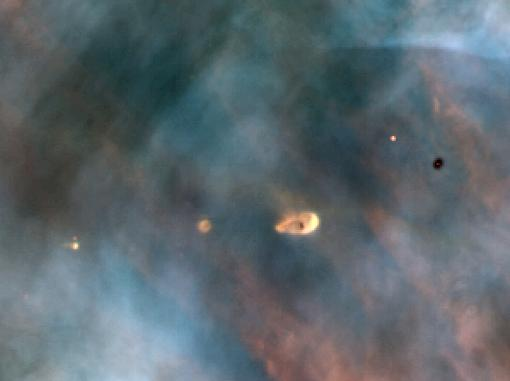
Hubble-Aufnahme protoplanetarer Scheiben im Orionnebel

Die Entwicklung des Frühen Sonnensystems erfolgte nicht ex nihilo, sondern hatte eine längere Vorgeschichte. Gemäß der Nebularhypothese war das Sonnensystem aus dem gravitationsbedingten Kollaps eines Bruchteils einer gigantischen Molekülwolke hervorgegangen – sehr wahrscheinlich am Rand einer Wolf-Rayet-Zelle. Die gesamte Wolke erstreckte sich über gut 20 Parsec, wohingegen die einzelnen Abtrennungen nur 1 Parsec (3,25 Lichtjahre) einnahmen. Ein weiteres Einstürzen der Kompartimente führte zu einer Verdichtung mit 0,01 bis 0,1 Parsec großen Kernbereichen (entsprechend 2.000 bis 20.000 AU). Eines dieser Kompartimente – der präsolare Nebel – wurde zum Sonnensystem. Der Massengehalt des Kompartiments lag etwas oberhalb der Sonnenmasse (M☉) – wobei Wasserstoff, Helium und Spuren von Lithium, das noch aus der primordialen Nukleosynthese des Urknalls übrig geblieben war, 98 % der Gesamtmasse stellten. Die verbliebenen 2 % an Masse setzten sich aus schwereren Elementen zusammen, welche aus Nukleosynthesen früherer Sterngenerationen stammten (diese hatten in ihrem Endstadium die schwereren Elemente in den interstellaren Raum entlassen).
Manche Wissenschaftler gehen auch von einer Supernova namens Coatlicue aus, welche den präsolaren Nebel schuf. Untersuchungen an alten Meteoriten konnten Spuren an Tochterelementkernen kurzlebiger Isotopen nachweisen – beispielsweise Eisen-60. Diese entstehen nur in explodierenden Sternen von geringer Lebenszeit – was wiederum auf eine Supernova oder mehrere Supernovae in der Nachbarschaft hinweist. Die von einer Supernova ausgehende Schockwelle hatte womöglich durch lokale Verdichtungen innerhalb der Molekülwolke den Entstehungsprozess der Sonne in Gang gesetzt – wobei die betroffenen Abschnitte kollabierten.
Die sehr homogene Verteilung von Eisen-60 im Sonnensystem lässt auf eine Supernova schließen. Die Injektion des Isotops war noch lange vor Akkretion des Scheibenstaubs zu planetarischen Körpern erfolgt. Da nur massenreiche, kurzlebige Sterne Supernovae ausbilden, hatte sich das Sonnensystem damals sehr wahrscheinlich ganz in der Nähe der Geburtsstätte derartig massenreicher Sterne befunden – als Beispiel möge der Orionnebel dienen.

### Einfluss des Ursprungsorts
Wie die meisten Sterne so wuchs auch die Sonne nicht allein auf sich gestellt heran, sondern bildete Teil eines jungen Sternhaufens. Es gibt mehrere Hinweise dafür, dass das Environment des Sternhaufens auf das heranwachsende Frühe Sonnensystem einen gewissen Einfluss ausübte. Ein Anzeichen für diesen Einfluss kann im Massenverlust außerhalb Neptuns und in der extrem exzentrischen Bahn Sednas gesehen werden. Ob die Isotopen Eisen-60 und Aluminium-26 wirklich auf massenreiche Sterne im Sternhaufen hindeuten, steht noch zur Debatte. Als Mitglied des Sternhaufens wäre die Sonne vom nahen Vorbeiziehen anderer Sterne, von der starken Strahlung naher massenreicher Sterne und von eventuellen Auswurfmassen benachbarter Supernovae durchaus in Mitleidenschaft gezogen worden.
Untersuchungen über den strukturellen Aufbau des Kuipergürtels und seiner anormalen Bestandteile legen nahe, dass die Sonne tatsächlich einem Sternhaufen angehörte, der aus 1.000 bis 10.000 Sternen bestand. Der Sternhaufen hatte einen Durchmesser von 6,5 bis 19,5 Lichtjahren und eine Gesamtmasse von 3000 M☉. Der Haufen brach zwischen 135 und 535 Millionen Jahren nach seiner Entstehung wieder auseinander.
Mehrere Simulationen unserer jungen Sonne (in ihren ersten 100 Millionen Lebensjahren) mit nahe vorbeiziehenden Sternen ergaben anormale Umlaufbahnen im äußeren Sonnensystem – wie beispielsweise bei den Detached Objects (abgekürzt DO). Eine kürzliche Studie konnte zeigen, dass ein derartig nahe vorbeiziehender Stern nicht nur für die Umlaufbahnen der DOs verantwortlich ist, sondern auch für die heißen und kalten Körper des Kuipergürtels, die Sedna-ähnlichen Objekte und die extremen Transneptunischen Objekte (abgekürzt TNO) sowie retrograden TNOs.

## Materiebildung

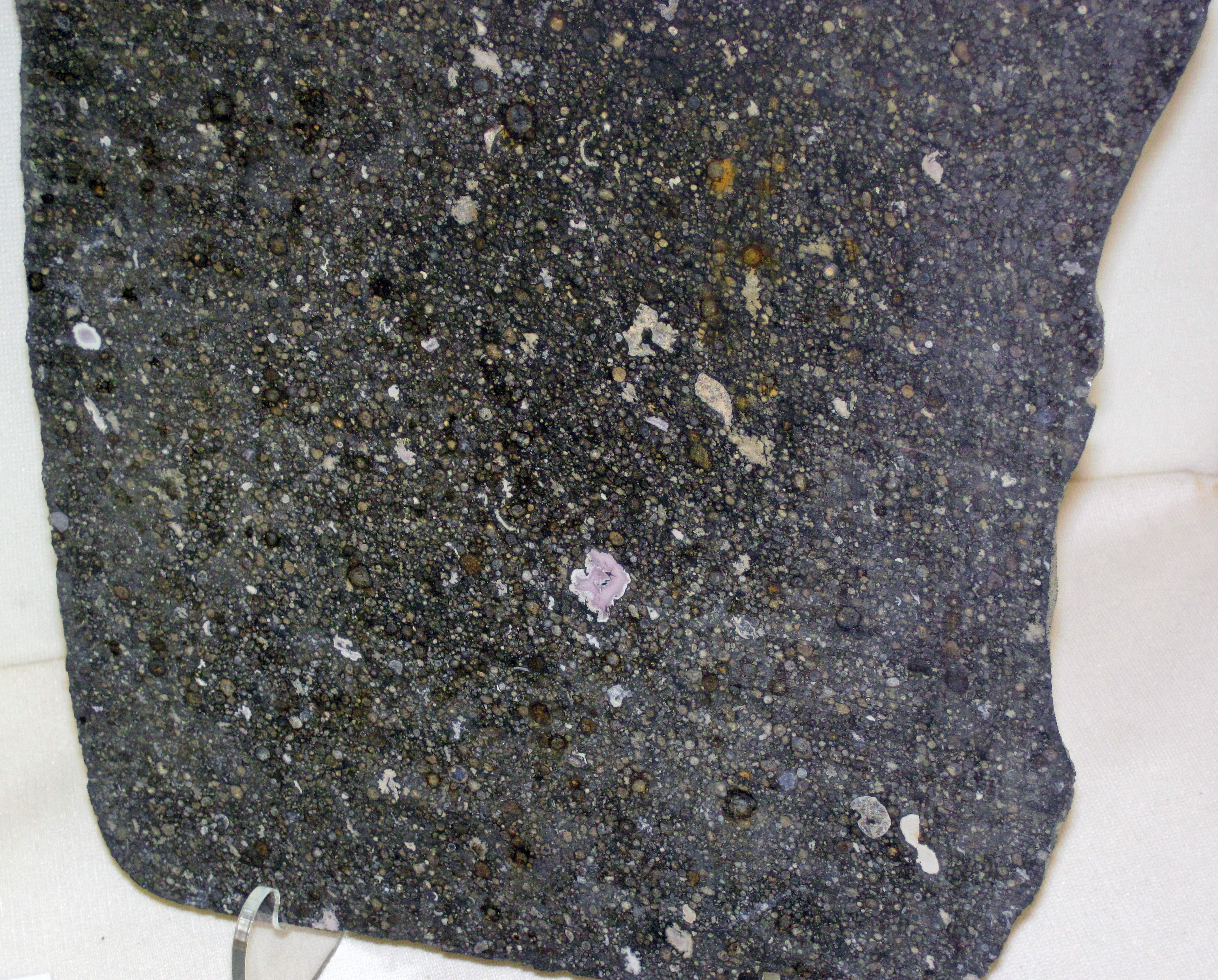
Der Allende-Meteorit

Das Frühe Sonnensystem setzt sodann mit der erstmaligen Materiebildung im Sonnennebel ein, welche auf den Kollaps einer riesigen, ausgedehnten, präsolaren Molekülwolke zurückzuführen ist. Der Hauptanteil der kollabierenden Masse konzentrierte sich dabei im gravitativen Zentrum, wohingegen der unbedeutende Massenrest zu einer Scheibe abgeplattet wurde. Die Umgebung der hiernach im Zentrum zündenden Protosonne war für mehrere 10.000 Jahre sehr heiß und kühlte langsam in wenigen 100.000 Jahren ab. Durch den Abkühlungsprozess kondensierten als bisher erstbekannte, feste Materie die Calcium-Aluminium-reichen Einschlüsse (abgekürzt CAI). Ihr Alter definiert somit den Startpunkt T0 des Frühen Sonnensystems, der mittlerweile auf 4568,2 Millionen Jahre vor heute datiert wird.
Die CAIs waren noch vor der Erstkondensation der Hauptelemente aus ihrer relativen Sonnennähe in kühlere Regionen transportiert worden. Im Verlauf der weiteren Abkühlung kondensierten Eisen-Nickel-Metalle und die silikatischen Vorläufer der Chondren. Anschließend folgten 2–3 Millionen Jahre, die in Meteoriten nicht dokumentiert sind. Nach diesem recht langen Zeitraum begann die eigentliche Chondren-Bildung in einem relativ kühlen Nebel, gekennzeichnet durch schnelle, intensive Aufheiz- und Abkühlereignisse. Nach der Chondrenbildung erfolgte innerhalb von 100.000 bis 1.000.000 Jahren der Aufbau der Planetesimale.

## Sonnenentwicklung
Die Molekülwolke war unaufhaltsam kollabiert und in sich zusammengestürzt, als das Gleichgewicht zwischen nach außen gerichtetem Strahlungsdruck und nach innen wirkender Gravitationskraft verloren gegangen war. Die miteinander konkurrierenden Kräfte Schwerkraft, Gasdruck, Magnetfeld und Drehung hatten in etwa 100.000 Jahren die Molekülwolke in eine abgeplattete, drehende Scheibe mit einem Durchmesser von 200 AU verformt, in deren Zentrum ein heißer, dichter Protostern am Entstehen war.
Durch den enormen Druck im Zentrum stiegen die Temperaturen soweit an, dass die hochaktive Protosonne zündete. Bipolare Jets strömten aus den Magnetpolen der Protosonne hervor, und sie selbst erzeugte Röntgenstrahlung und hochenergetische Partikel im MeV-Bereich. Gleichzeitig begann das gesamte, kollabierende Nebelsystem wegen der Drehimpulserhaltung schneller zu rotieren und die anfängliche Molekülwolke flachte zusehends zur protoplanetaren Scheibe ab, die senkrecht zur Rotationsachse der Protosonne stand.
Diese Anfangsphase dauerte etwa 1 bis 10 Millionen Jahre. Die protoplanetare Scheibe war eine Staubscheibe, in der dieser Staub chemisch und physikalisch prozessiert wurde. Der Staub wurde aufgrund der Kondensation teilweise nochmals sehr hohen Temperaturen ausgesetzt und geschmolzen, wobei etwa die Chondren entstanden. Staub und prozessierte Edukte finden sich in Meteoriten, so dass diese einen Einblick in diese Phase des Frühen Sonnensystems erlauben. Der Staub und das physikochemikalischen Prozessen unterworfene Material verklumpten anschließend zu immer größeren Brocken, die schließlich die Planeten aufbauten.
Danach wechselte die Protosonne in eine Phase, die von heftigen, mehrere Stunden dauernden Strahlungsausbrüchen begleitet war, wie sie von FU-Orionis-Sternen bekannt sind und nach denen diese Phase auch benannt ist. Am Ende dieses Stadiums hatte die Protosonne beinahe ihre Endmasse erreicht. Schätzungsweise wog die protoplanetare Scheibe zu diesem Zeitpunkt zwischen 0,001 und 1 Sonnenmassen. Die sehr kurze FU-Orionis-Phase dauerte nur einige Hunderte von Jahren an.

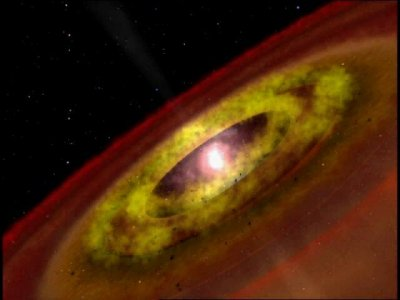
T-Tauri-Stern mit Akkretionsscheibe, künstlerische Darstellung

Auf das FU-Orionis-Stadium folgte das 100.000 bis 10 Millionen Jahre dauernde T-Tauri-Stadium. T-Tauri-Sterne werden oft von Scheiben mit präplanetarischer Materie umgeben, deren Massen zwischen 0,001 und 0,1 M☉ betragen. Die Scheiben können Dimensionen bis zu mehrere hundert AU ausmachen – das Hubble Space Telescope hat beispielsweise im Orionnebel protoplanetarische Scheiben mit einem Durchmesser von 1000 AU beobachten können. Die Scheiben sind vergleichsweise kühl und ihre Oberflächentemperaturen erreichen maximal rund 730 °C.
In dieser eher ruhigen und letzten Phase existierte um die Protosonne noch immer die protoplanetare Scheibe, die sich jedoch langsam abwandelte, auflöste und unser Planetensystem zurückließ.
Nachdem die Protosonne ihr hydrostatisches Gleichgewicht erlangt hatte, wechselte sie endgültig ins ruhige Fahrwasser des Wasserstoffbrennens und damit auf die Hauptreihe im Hertzsprung-Russel-Diagramm. Seitdem fusioniert sie jetzt den Wasserstoff zu Helium und hat bis auf den heutigen Tag fast genau die Hälfte ihres Brennstoffes verbraucht – und wird dementsprechend noch weitere 5000 Millionen Jahre leuchten.
Vom Kollaps bis zum Einschwenken der Sonne auf die Hauptreihe waren etwa 10 bis maximal 100 Millionen Jahre vergangen. Während dieser Zeit entwickelte sich um die Sonne das Planetensystem weitgehend in der Form, in der wir es heute beobachten.

## Entwicklung des Planetensystems

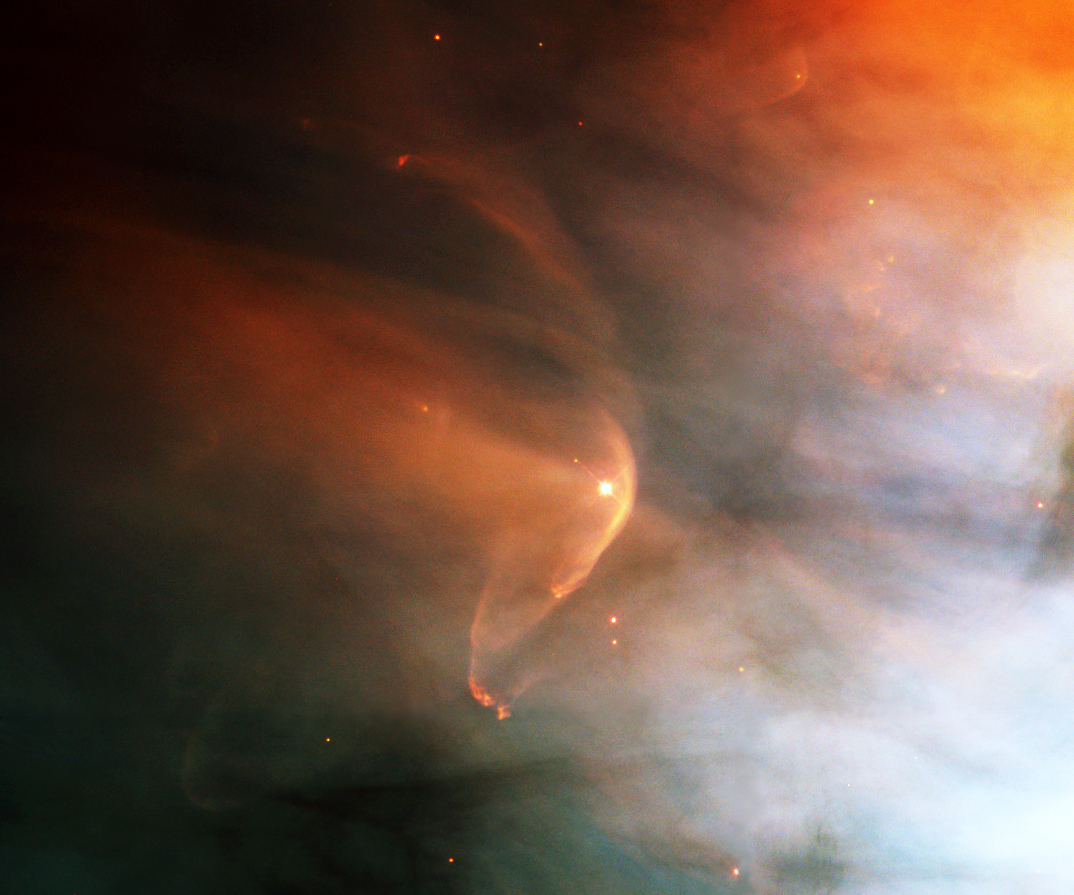
Vom Stern LL Orionis ausgehender Sternwind, der im umgebenden Orionnebel eine Bugstoßwelle erzeugt

Die älteste bekannte Materie in unserem Sonnensystem besteht – wie bereits angesprochen – aus den in undifferenzierten Meteoriten vorkommenden CAIs, aus Chondren (kleine Kügelchen vorwiegend aus Silikaten und Glas), sowie aus individuellen Metall-, Sulfid- und Mineralkörnern.
Diese erste feste Materie hatte sich in nur 10.000 bis 100.000 Jahren aus dem Überrest des Sonnennebels – der scheibenförmigen Wolke aus Gas und Staub – gebildet. Danach – wahrscheinlich schon gleichzeitig während ihres Entstehungsprozesses – akkretierte und verklumpte diese körnige Masse über einen etwas längeren Zeitraum von 1 bis 4 Millionen Jahren zu immer größeren Brocken. Die Akkretion war von Staubkörnern ausgegangen, welche vermittels direktem Kontakt und Selbstorganisation zu etwa 200 Meter großen Brocken amalgierten. Schließlich hatten letztere einen Durchmesser von 10 Kilometern erreicht – die ersten Planetesimale hatten Gestalt angenommen. In den folgenden 1 bis 30 Millionen Jahren nach der Planetesimalbildung kollidierten diese miteinander, blieben aneinander haften oder zerstörten sich gegenseitig. Letztlich blieben in diesem stochastischen Vorgang mehr Planetesimale zusammen als wieder zerstört wurden und konnten sich daher in den nächsten Millionen Jahren mit einer Wachstumsrate von Zentimetern/Jahr zu planetarischen Embryos, Protoplaneten und Planeten des jetzigen Planetensystems formieren.
Einige dieser Körper wurden in intermediären Stadien des Akkretionsprozesses abgetrennt und überlebten als Asteroiden. Später erfuhren einige der Asteroiden Kollisionen und das ausgeworfene Material kreuzte darauf gelegentlich die Erdbahn und konnte so auf der Erde als Meteoriten niedergehen.
Das Innere Sonnensystem unterhalb von 4 AU war zu warm, als dass flüchtige Moleküle wie Wasser und Methan hätten kondensieren können. Aus diesem Grund konnten Planetesimale in relativer Sonnennähe nur aus hochschmelzenden Verbindungen entstehen – Metalle wie Eisen, Nickel und Aluminium und gesteinsbildende Silikate. Diese konstituierten dann die Erdähnlichen Himmelskörper Merkur, Venus, Erde und Mars.
Die heranwachsenden Erdähnlichen Himmelskörper blieben weiterhin von einer Scheibe aus Gas und Staub umgeben. Das Gas in der Scheibe wurde teilweise vom Druck in Schwebe gehalten und umlief daher die Sonne nicht ganz so schnell wie die festen Planeten. Durch den daraus entstehenden Strömungswiderstand und – was wesentlich wichtiger ist – die gravitationellen Interaktionen mit der umgebenden Materie kam es zu einer Übertragung von Drehmomenten. Die Folge war, dass die Planeten allmählich neue Umlaufbahnen aufsuchten. Modellierungen zeigen, dass hierbei die Geschwindigkeiten der planetarischen Wanderungen von Dichte- und Temperaturänderungen abhingen. Insgesamt waren im Verlauf der Scheibenauflösung die Inneren Planeten einem Trend nach innen gefolgt, bis sie schließlich ihre jetzigen Umlaufbahnen erreicht hatten.
Die Riesenplaneten Jupiter, Saturn, Uranus und Neptun entstanden jenseits der Eislinie zwischen Mars und Jupiter. Die Materie ist hier bereits so stark abgekühlt, dass flüchtige Eiskomponenten fest bleiben. Die Eiskomponenten der Gasriesen waren weitaus häufiger als die Metalle und Silikate der irdischen Planeten – weshalb die Gasriesen massenreich genug wurden, um die leichtesten und häufigsten Elemente Wasserstoff und Helium einzufangen. Außerhalb der Eislinie gelegene Planetesimale akkumulierten innerhalb von 3 Millionen Jahren ungefähr 4 Erdmassen.
Die vier Gasriesen enthalten heute mit 445,6 Erdmassen etwas unterhalb von 99 % der in Sonnenumlauf befindlichen Massen. Theoretische Astrophysiker sehen es als keinen Zufall an, dass sich Jupiter nur etwas außerhalb der Eislinie befindet. Da die Eislinie riesige Mengen an Wasser durch das Verdampfen einfallender Eisppartikel akkumulierte entstand in ihrer Nähe ein Unterdruck, der die Umlaufgeschwindigkeit der Staubteilchen erhöhte und ihre Abdrift in Richtung Sonne unterband. Die Eislinie agierte somit als Barriere und veranlasste die Materie, sich relativ rasch bei einem Abstand von rund 5 AU zu sammeln. Die überschüssige Materie koagulierte in einem großen Embryo (oder Kern) von zirka 10 Erdmassen, welcher zusehends eine Gashülle aus der umgebenden Scheibe an sich zog. Sobald die Gashülle in etwa die Masse des festen Kerns erreicht hatte, ging das weitere Wachstum sehr rasch vonstatten – rund 100.000 Jahre später wog der Gasriese Jupiter bereits 150 Erdmassen und gegen Ende des Prozesses 318 Erdmassen. Die wesentlich geringere Masse Saturns erklärt sich einfach dadurch, dass Saturn erst einige Millionen Jahre nach Jupiter am Akkretieren war und dass zu diesem Zeitpunkt bereits weitaus weniger Scheibengas zur Verfügung stand.
Junge T-Tauri-Sterne wie die Sonne haben einen wesentlich stärkeren Sternwind als ältere stabilisierte Sterne. Es wird jetzt angenommen, dass Uranus und Neptun erst nach Jupiter und Saturn akkretierten, als der starke Sternwind einen Großteil der Scheibenmasse weggeblasen hatte. Daher konnten beide nur noch wenig an Wasserstoff und Helium zusammenziehen – beide nicht mehr als eine Erdmasse. Deswegen werden Uranus und Neptun manchmal auch als fehlgeschlagene Kerne bezeichnet.
Das Hauptproblem mit der Entstehung von Uranus und Neptun ist der zeitliche Ablauf. In ihrer jetzigen Position wären Millionen von Jahren für den Akkretionsprozess zu veranschlagen. Dies bedeutet, dass Uranus und Neptun ursprünglich wesentlich näher an der Sonne standen – womöglich sogar zwischen Jupiter und Saturn – und erst später weiter nach außen wanderten bzw. ausgestoßen wurden. Nicht alle Planetesimale wanderten weiter nach innen. So hat beispielsweise die Probenrückkehrmission Stardust vom Kometen Wild 2 darauf hingewiesen, dass Materie des Frühen Sonnensystems sehr wohl aus dem wärmeren Innenbereich in Richtung Kuipergürtel abgedriftet war.
Nach 3 bis 10 Millionen Jahren dürfte der von der jungen Sonne ausgestoßene Sternwind sämtlichen Staub und alles Gas aus der protoplanetaren Scheibe in den interstellaren Raum verblasen und somit dem weiteren Planetenwachstum ein Ende bereitet haben.
Die lange akzeptierte Lehrmeinung, dass sich die Planeten in oder in der Nähe ihrer Umlaufbahnen gebildet hatten, wird seit 20 Jahren hinterfragt. Viele Wissenschaftler sind jetzt der Ansicht, dass das Frühe Sonnensystem wahrscheinlich sehr unterschiedlich aussah. Im Inneren Sonnensystem dürften mehrere Objekte von Merkurgröße vorhanden gewesen sein, das Äußere Sonnensystem war weitaus kompakter als heute der Fall ist und auch der Kuipergürtel war wesentlich näher an der Sonne gelegen.
Gegen Ende der Planetenentwicklung war das Innere Sonnensystem von 50 bis 100 mond- bis marsgroßen Protoplaneten bevölkert. Ein weiteres Wachstum dieser Körper war nur noch durch Kollisionen und Verschmelzungen zu bewerkstelligen – was weniger als 100 Millionen Jahre beanspruchte. Zweifellos hatten sie gravitationell aufeinander eingewirkt und dadurch ihre Umlaufbahnen verzerrt – bis sie miteinander kollidierten, an Größe gewannen und schließlich in den heutigen vier terrestrischen Planeten endeten. Eventuell entstand aus einer derartigen Kollision auch der Mond und eine andere hatte wahrscheinlich die äußere Hülle des jungen Merkurs entfernt.
Eine Schwierigkeit des Kollisionsmodells besteht darin, dass es nicht erklären kann, wie die anfänglichen Umlaufbahnen der terrestrischen Protoplaneten sich zu den jetzigen, erstaunlich stabilen und nahezu kreisrunden Umlaufbahnen entwickelten (um Kollisionen überhaupt ermöglichen zu können, hätten die Umlaufbahnen eine hohe Exzentrizität aufweisen müssen). Eine Hypothese zur Erklärung der mangelnden Exzentrizität gibt zu Bedenken, dass die terrestrischen Planeten in einer Gasscheibe heranwuchsen, welche von der Sonne noch nicht abgestoßen worden war. Die gravitationellen Strömungswiderstände im residuellen Gas hätten die kinetische Energie der Planeten reduziert und dadurch ihre Umlaufbahnen ausgerundet. Hier stellt sich natürlich die Frage, ob die Gegenwart von Gas nicht von vornherein derartige Exzentrizitäten verhindert hätte. Eine andere Hypothese wiederum bezieht den Strömungswiderstand nicht aus dem residuellen Gas, sondern aus der Gegenwart anderer kleiner planetarischer Körper. Letztere sammelten sich im gravitationellen Kielwasser der größeren Planeten zu einer Region erhöhter Dichte, deren Schwere die vorwegziehenden größeren Körper verlangsamte und in regelmäßigere Umlaufbahnen zwang.

### Asteroidengürtel
Der Asteroidengürtel folgt auf die terrestrischen Planeten des Inneren Sonnensystems und nimmt einen Abstand von 2 bis 4 AU zur Sonne ein. Ursprünglich enthielt der Gürtel ausreichend Materie, um 2 bis 3 erdähnliche Planeten bilden zu können, stattdessen wuchsen hier jedoch eine große Anzahl von Planetesimalen heran. Die Planetesimale im Gürtel vereinigten sich später zu 20 bis 30 planetarischen Embryos von Mond- bis Marsgröße.
Jupiter war zirka 3 Millionen Jahre nach der Sonne entstanden und seine Nähe zum Asteroidengürtel hatte für diesen dramatische Folgen. So zeigt der Asteroidengürtel ausgeprägte Bahnresonanzen mit Jupiter und Saturn. Gravitationsbedingte Wechselwirkungen mit massenreicheren Embryos veranlassten viele Planetesimale, in diese Bahnresonanzen überzuwechseln. Objekte innerhalb der Resonanzen erfuhren eine Geschwindigkeitszunahme durch Jupiters Schwerefeld. Der Impulsanstieg verstärkte die Tendenz, bei eventuellen Zusammenstößen mit anderen Körpern auseinanderzubersten anstatt zu akkretieren.
Nach seiner Entstehung war Jupiter weiter ins Innere des Sonnensystems gewandert. Daher durchdrangen Bahnresonanzen den Asteroidengürtel, wodurch die einzelnen Asteroiden eine höhere Dynamik erfuhren und ihre Relativgeschwindigkeiten zueinander erhöhten. Durch die Aufsummierung der Bahnresonanzen und die Einwirkung der Embryos wurden die Planetesimale entweder vollständig aus dem Asteroidengürtel vertrieben oder ihre Bahnneigungen und Exzentrizitäten verstärkt.
Einige der massenreichen Embryos wurden ebenfalls von Jupiter aus ihren Bahnen verdrängt, andere wiederum wanderten ins Innere Sonnensystem ab und trugen dort zur endgültigen Akkretion der irdischen Planeten bei. Nach diesem ersten Entvölkerungsabschnitt im Asteroidengürtel, verursacht durch die Gasriesen und die planetarischen Embryos, verblieben nur noch weniger als 1 % der Erdmasse im Gürtel – überwiegend jetzt kleine Planetesimale. Immerhin übertrifft dies die heutige Masse im Asteroidengürtel – etwa 0,0005 Erdmassen – noch um den Faktor 10 bis 20. Es wird folglich vermutet, dass eine sekundäre Entvölkerung bis hin zum heutigen Massenverhältnis stattgefunden haben musste, wahrscheinlich als Jupiter und Saturn in eine 2:1 Bahnresonanz übergegangen waren.

### Oortsche Wolke

Kuipergürtel und Oortsche Wolke

Im Verlauf der Entwicklung des Sonnensystems wurden Kometen durch die Schwerkraft der Riesenplaneten aus dem Inneren Sonnensystem tausende von AU herausgeschleudert und formierten sich zur Oortschen Wolke. Die Oortsche Wolke baut sich aus einem Schwarm von Kometenkernen auf, welche jetzt am weitesten von der Sonne und ihrer Anziehungskraft entfernt sind. Nach ungefähr 800 Millionen Jahren war die Oortsche Wolke aber allmählich entvölkert worden – die Ursachen hierfür liegen in galaktischen Gezeiten, vorbeiziehenden Sternen und riesigen Molekülwolken, wodurch Kometen ins Innere Sonnensystem abgedrängt wurden. Die Außenbereiche des Sonnensystems wurden vom Sternwind mit seinen Verwitterungseffekten, von Mikrometeoriten und von neutralen Komponenten des interstellaren Mediums beeinträchtigt.

### Planetenwanderungen

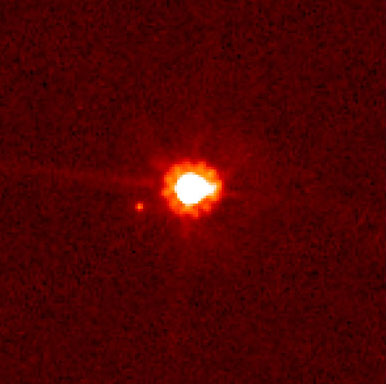
Der SDO Eris mit Mond Dysnomia

Der Kuipergürtel mit TNOs, Cubewanos und SDOs im Vergleich zu den Neptunresonanzen

Der Nebelhypothese zufolge dürften die äußeren beiden Planeten fehlplatziert sein. Die Gasriesen Uranus und Neptun befinden sich jetzt in einer Region, in der die reduzierte Dichte des Sonnennebels und die sehr langen Umlaufzeiten ihre dortige Existenz recht fragwürdig erscheinen lässt. Es wird daher vermutet, dass die beiden sich auf Umlaufbahnen zwischen Jupiter und Saturn formiert hatten, wo mehr Materie zugegen war – und sie dann im Verlauf von hunderten Millionen Jahren nach außen in ihre heutige Position abgewandert waren. Überdies ist die Wanderung der äußeren Planeten erforderlich, um der Existenz und den Eigenschaften der Außenregionen des Sonnensystems Rechnung tragen zu können. 
Jenseits von Neptun setzt sich das Sonnensystem im Kuipergürtel, in den Scattered Disk Objects (SDOs) und in der Oortschen Wolke weiter fort. Hierbei handelt es sich um drei dünngesäte Populationen kleiner Eiskörper, die als Ausgangspunkt für Kometen gelten. In dieser sonnenfernen Distanz war zu wenig Materie vorhanden und auch die Akkretion verlief zu langsam, um noch vor der Zerstäubung des Sonnennebels Planeten bilden zu können. Der Kuipergürtel befindet sich in einer Sonnenentfernung von 30 bis 55 AU, die SDOs von über 100 AU, und die Oortsche Wolke sogar oberhalb von 50.000 AU. Jedoch nahm der Kuipergürtel ursprünglich eine wesentlich größere Sonnennähe ein – und hatte seinen Außenrand bei 30 AU. Der Innenrand lag wahrscheinlich etwas außerhalb der Umlaufbahnen von Uranus und Neptun, die anfangs mit schätzungsweise 15 bis 20 AU noch viel enger die Sonne umkreisten. In fast 50 % der Simulationen vertauschen die beiden Gasriesen ihre Positionen – wobei Neptun wesentlich näher an der Sonne zu liegen kommt als Uranus.
Dem Nizza-Modell zufolge hatten sich die Umlaufbahnen sämtlicher Gasriesen aufgrund ihrer Interaktionen mit der großen Anzahl übriggebliebener  Planetesimale nur langsam abgeändert. Gegen 4000 Millionen Jahre vor heute gingen Jupiter und Saturn dann eine 2:1 Resonanz ein. Durch die Resonanz kam es zu einem gravitationell bedingten Stoß gegen die Äußeren Planeten, möglicherweise wurde Neptun dabei an Uranus vorbei bis in den sehr alten Kuipergürtel gedrückt.
Die Riesenplaneten hatten hierbei eine Mehrheit der kleinen Eisplanetesimale nach innen abgelenkt, sie selbst hatten sich aber weiter nach außen bewegt. Dem vergleichbar streuten die Planetesimale den nächst angetroffenen Planeten – wobei dessen Umlaufbahn ebenfalls nach außen abgelenkt wurde, sie selbst jedoch weiter nach innen wanderten. Dieser Vorgang setzte sich solange fort, bis die Planetesimale schließlich mit Jupiter interagierten, dessen enorme Schwerkraft sie auf elliptische Umlaufbahnen zwang oder vollkommen aus dem Sonnensystem hinausbeförderte. Auch Jupiter wurde hierbei leicht nach innen gedrängt. Die Planetesimale mit stark  elliptischen Umlaufbahnen bildeten die Oort'sche Wolke. Die von Neptun weniger extrem abgelenkten Objekte finden sich jetzt im Kuipergürtel und in den SDOs. Dies erklärt die geringe Masse des Kuipergürtels und der SDOs. Einige der SDOs – darunter Pluto – wurden gravitationell mit der Umlaufbahn Neptuns gekoppelt und gingen dabei Resonanzen ein. Die Reibung innerhalb der planetarischen Scheibe ließ die Umlaufbahnen von Uranus und Neptun letztendlich wieder eine nahezu kreisförmige Gestalt annehmen.
Im Gegensatz zu den Äußeren Planeten haben die Inneren Planeten nur sehr wenig migriert. Nach dem anfänglichen Bombardement mit riesigen Impakten blieben ihre Umlaufbahnen sodann stabil.

## Milchstraßenwechselwirkungen

Milchstraßenarme – unser Sonnensystem befindet sich im Orion-Arm

Im Verlaufe ihrer Evolution verließ die Sonne allmählich ihren anfänglichen Geburtsort in der Molekülwolke und umkreiste von da ab alleine das Galaktische Zentrum. Die chemische Evolution der Sonne lässt vermuten, dass ihr einstiger Geburtsort noch etwa 3.000 Parsec (9.750 Lichtjahre) näher am Milchstraßenzentrum gelegen hatte. Das Sonnensystem beschreibt jetzt eine Kreisbahn um das Milchstraßenzentrum mit einem Radius von 30.000 Lichtjahren. Seine Geschwindigkeit beträgt 220 Kilometer pro Sekunde. Ein vollständiger Umlauf – ein Galaktisches Jahr – dauert 250 Millionen Jahre. Seit seiner Initiierung hat das Sonnensystem nahezu 20 dieser Umläufe getätigt.
Bei seinem Umlauf um das Milchstraßenzentrum oszilliert das Sonnensystem in der Vertikalen, aus diesem Grund durchläuft es mehrmals die galaktische Ebene. Außerhalb der galaktischen Ebene sind die galaktischen Gezeiten weniger spürbar. Innerhalb der galaktischen Ebene, die das Sonnensystem alle 20 bis 25 Millionen Jahre durchquert, herrschen jedoch recht kräftige Gezeitenkräfte. Mathematische Modellierungen sagen für diesen Fall ein Anwachsen des Kometenstroms aus der Oortschen Wolke um einen Faktor 4 voraus – was natürlich die Chancen für zerstörerische Impaktereignisse beträchtlich erhöht.
Das Sonnensystem durchquert außerdem die Spiralarme der Milchstraße. In den Spiralarmen sind nicht nur eine große Anzahl von Molekülwolken beheimatet, deren Anziehungskraft eventuell die Oortsche Wolke zu verformen vermag, sondern auch eine erhöhte Konzentration heller Blauer Riesen, die eine nur kurze Lebensdauer besitzen und dann als Supernovae gewaltsam explodieren.
Inwiefern nun die Ebenen- und Spiralarmdurquerungen angeblich einen Einfluss auf Massensterben im Fossilbericht der Erdgeschichte haben sollen, mag dahingestellt bleiben.

## Chronologie

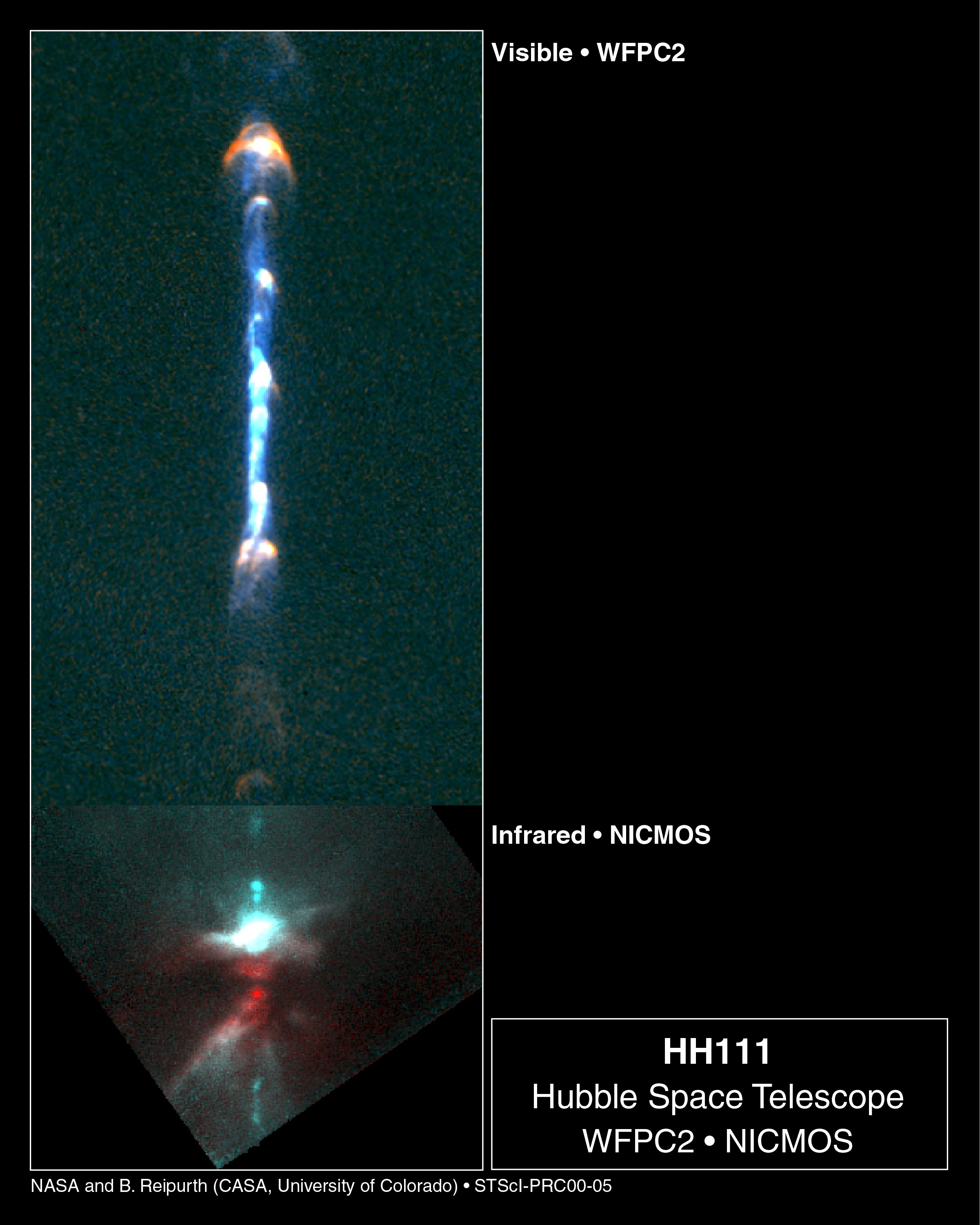
T-Tauri-Stern mit Staubscheibe und Jet

Der Startpunkt für die Kondensation und die Akkretion steiniger Komponenten innerhalb des Sonnennebels – T0 – wird mit 4568,2 Millionen Jahre vor heute angegeben. Dieser Wert ist aber nach wie vor nicht endgültig und muss beispielsweise mit dem etwas jüngeren Datum von 4567,3 Millionen Jahren konkurrieren. Neuerdings wird auch ein noch höheres Alter von 4568,7 Millionen Jahre vorgeschlagen. Die T0-Alter stammen aus in CV-Chondriten vorkommenden CAIs.
Die erstkondensierenden Feststoffe des Sonnennebels waren die bereits erwähnten CAIs und die amöbenhaften Olivinaggregate (engl. amoeboid olivine aggregates oder abgekürzt AOAs), die zwischen 4568,3 ± 0,7 und 4567,1 Millionen Jahren datiert werden – zum Zeitpunkt, als die Sonne ein einstürzender Protostern der Klasse 0 war und sich zur Klasse I weiterentwickelte.
Chondren und die feinkörnige Matrix primitiver Chondrite entstanden als freischwebende Objekte des Sonnennebels erst 1 bis 4 Millionen Jahre nach den CAIs. Laut Yuri Amelin (2019) setzen jedoch gewöhnliche Chondrite und die meisten Gruppen der Kohligen Chondriten zeitgleich mit den CAIs ein und halten dann weitere 2 bis 3 Millionen Jahre aus. Zu diesem Zeitpunkt war die Sonne noch ein Stern der Klasse II, jedoch auf dem Weg zur Klasse III als T-Tauri-Stern.
Über das Ende der Erdakkretion gehen die Meinungen sehr weit auseinander. Die Abschätzungen reichen von rund 5 Millionen Jahren über 30 Millionen Jahre, 100 bis 110 Millionen Jahre bis hin zu 170, ja gar 180 Millionen Jahren nach T0. Insgesamt war die Erdakkretion ein lange währender Prozess, der anfangs wahrscheinlich recht schnell ablief, sich aber dann doch sehr in die Länge zog. Nach wie vor besteht keine Einigkeit über das genaue Einsetzen des Akkretionsprozesses, noch über sein Ende – d. h. der Zeitpunkt, an dem die Erde 100 % ihrer Masse erreicht hatte.
Die moderne Chronologie des Frühen Sonnensystems beruht auf der Untersuchung dreier Materiegruppen:
- Achondrite
- Chondren
- CAIs und AOAs.

Die Achondrite sind magmatischen Ursprungs und liegen nur in geringer Anzahl vor. Sie sind ausgesprochen alt und in gutem Erhaltungszustand. Zu ihnen gehören die Angrite (basaltische Gesteine, bestehend aus Calcium- und eisenreichem Olivin, Aluminium- und Titan-reichem Klinopyroxen und Plagioklas) sowie primitive und basaltische Achondrite, deren Ursprungskörper nicht von (4) Vesta stammen. Die Chondren gehen auf Chondrite zurück – und zwar auf Kohlige Chondrite und auf gut erhaltene, jedoch schlecht äquilibrierte, gewöhnliche Chondrite. AOAs liegen in Zusammensetzung und Mineralgehalt zwischen CAIs und Chondren.
All diese drei Gruppen waren von der Hauptreihe der Planetenakkretion zu verschiedenen Zeitpunkten abgetrennt worden. Die vorrangigste Aufgabe für die Chronologie im Frühen Sonnensystem besteht somit darin, die genauen Zeitpunkte und die zeitlichen Verhältnisse der drei Materiegruppen untereinander festzulegen.
Der älteste bekannte Achondrit (der Vorgänger von Asuka 881394 – ein ungruppierter Achondrit, datiert zwischen 4565 und 4564 Millionen Jahre) ist ein differenzierter Asteroid, der sich 1 bis 2 Millionen Jahre nach den CAIs gebildet hatte – in etwa zeitgleich mit dem Peak der Chondrenentstehung. Zwischen 2,5 und 4 Millionen Jahre akkretierten und schmolzen viele weitere Asteroiden unterschiedlicher Zusammensetzung (darunter auch Vesta und der Vorläufer der Angrite).
Die CB-Chondren setzen etwa 4,5 Millionen Jahre nach T0 ein und überdauerten 2 Millionen Jahre von 4563 bis 4561 Millionen Jahre.
Die Angrite erscheinen bei 4564 Millionen Jahre mit abgeschreckten Vertretern (beispielsweise mit Sahara 99555 und d'Orbigny) und halten bis zirka 4555 Millionen Jahre aus (mit plutonischen Vertretern wie ADOR oder NWA 4801). Die Ureilite situieren sich zwischen 4563 und 4562 Millionen Jahre. Zu diesem Zeitpunkt rund 5 Millionen Jahre nach T0 kam es zur Kollision von mondgroßen planetarischen Embryos. Dies geht aus den Chondrenaltern von CB-Chondriten hervor, welche als Produkte dieser Zusammenstöße angesehen werden.
Die früheste Krustenbildung wird um 4565 Millionen Jahre vermutet und ist identisch mit dem Bildungsalter des ungruppierten Achondriten Asuka 881394. Eine Periode intensiver Krustenbildung und planetarischer Differenzierung beginnt sodann um 4564 Millionen Jahre und dauert bis zu den Kollisionen der planetarischen Embryos um 4562 Millionen Jahre – generell konform mit dem Bildungsalter zahlreicher Achondriten.

### Chronologische Skizzierung
Noch vor T0:

Ansicht des Orionnebels erstellt durch das Hubble-Weltraumteleskop

- Tausende Millionen Jahre vor Einsetzen des Frühen Sonnensystems: vormalige Sternengenerationen werden und vergehen. Hierbei injizieren sie schwere Elemente in das interstellare Medium, aus dem das Sonnensystem entsteht.[42]
- Rund 50 Millionen Jahre vor T0: das Sonnensystem wächst wahrscheinlich in einem Sterne erzeugenden Umfeld vergleichbar mit dem Orionnebel heran. Es ist sehr wahrscheinlich, dass eine Supernova – die so genannte Primäre Supernova (engl. primal supernova) – die Bildung des Frühen Sonnensystems auslöst.

Nach T0:
- 0 bis 100.000 Jahre: Der präsolare Nebel entsteht und beginnt zu kollabieren. Die Sonne formiert sich.
- 100.000 bis 10 Millionen Jahre: das in der protoplanetarischen Scheibe befindliche Gas wird verblasen, die Bildung der Äußeren Planeten dürfte abgeschlossen sein
- 100.000 bis 50 Millionen Jahre: die Sonne befindet sich im T-Tauri-Stadium eines Protosterns.[43]
- 10 bis 100 Millionen Jahre: die irdischen Planeten und der Mond entstehen. Es ereignen sich gigantische Impakte. Wasser gelangt auf die Erde.
- 50 Millionen Jahre: Die Sonne wird zu einem Stern der Hauptreihe.[44]
- 200 Millionen Jahre: mit dem Auftreten der ältesten irdischen Minerale endet das Frühe Sonnensystem.[45]

## Zusammenschau
Der Begriff Frühes Sonnensystem ist etwas amorph und nicht sehr deutlich umrissen. Jedenfalls trennt er die Anfänge unseres Sonnensystems von dem späteren Hauptreihenstadium ab. Die physikalischen Eigenschaften des Sonnensystems haben im Laufe der Zeit eine drastische Wandlung vollzogen – insbesondere was die Anzahl, die Eigenschaften und den internen Aufbau seiner planetarischen Körper anbelangt.
Das Sonnensystem geht auf den Kollaps eines kleinen, graviationell instabilen Teils des galaktischen Nebels (oder einer gigantischen Molekülwolke) zurück, welcher sich vor 4568,7 Millionen Jahren ereignet hatte. Aus diesem Kollaps entstand der Sonnennebel – eine abgeflachte Scheibe mit einer zentralen Aufbeulung. Die Protosonne bildete sich aus der zentralen Massenkonzentration, wohingegen Staub bestehend aus Eis und Mineralkörnern sich in der zentralen Ebene der Nebelscheibe niederließ. Die Zusammensetzung des Staubs veränderte sich als Funktion vom Sonnenabstand. In unmittelbarer Nähe der zentralen Kondensation war der Staub sehr stark aufgeheizt worden – was auf die adiabatische Kompression des kollabierenden Nebelgases zurückzuführen ist.
Die Spitzentemperatur des Gases nahm mit zunehmender Entfernung vom Sonnennebelzentrum ab. Bei einer heliozentrischen Entfernung von 3 bis 4 AU wurde Eis zu einer stabilen Phase (Eislinie) und wurde nach außen immer häufiger. Planetesimale bildeten sich durch Akkretion von Staubkörnern und Staubzusammenballungen. Auch die Zusammensetzung der Planetesimale veränderte sich mit der heliozentrischen Entfernung, resultierend aus einer vergleichbaren Abwandlung im Aufbau des Staubes. Dieser Prozess ereignete sich in den ersten 1 bis 2 Millionen Jahren in der Geschichte des Frühen Sonnensystems. Die Objekte im heutigen Asteroidengürtel sind ein Überbleibsel dieser Population von Planetesimalen.
Während dieser Zeitspanne wurde im Kern der zentralen Kondensation die Wasserstofffusion gezündet. Die resultierende Protosonne stieß folglich einen starken Sonnenwind aus, ehe sie sich zu einem Hauptreihenstern weiter entwickelte. Der immense Sonnenwind verblies anfangs die Polarregionen des Sonnennebels und verarmte zusehends auch die Nebelscheibe. Vor ihrer endgültigen Entfernung akkretierten die Embryokerne der Gasriesen aus einem Schwarm von Planetesimalen und zogen gravitativ riesige Mengen an den für sie charakteristischen Elementen Wasserstoff und Helium an sich. 
Im 1 bis 3 Millionen Jahre dauernden Anfangsstadium wurden die meisten steinigen und steinig-eisigen Planetesimale innerhalb von 3,5 AU vorübergehend aufgeheizt. Die Ursachen hierfür werden entweder in kräftigen Magnetfeldern gesehen, welche mit dem Sonnenwind der T-Tauri-Sonne nach außen mitgerissen wurden, oder in der reichen Gegenwart kurzlebiger Radioisotopen (wie 26Al und wahrscheinlich auch 60Fe). Planetesimale im inneren Asteroidengürtel (unterhalb von 2 AU) wurden derart aufgeheizt, dass die meisten schmolzen und eine Metall-Silikat-Differentiation durchliefen. Die Planetesimale im Akkretionsbereich der irdischen Planeten (0,4 bis 1,5 AU) wurden wahrscheinlich genauso stark erhitzt, womöglich auch noch deutlicher als die Objekte im Asteroidengürtel.
Über einen Zeitraum von 10 bis 100 Millionen Jahren akkretierte die Erde sodann aus der bei 1 AU verweilenden Planetesimalenpopulation oder – was ebenfalls denkbar ist – aus Körpern von intermediärer Größe, die aus eben dieser Population hervorgegangen waren. Ein Großteil der flüchtigen Bestandteile der Erde – insbesondere Kohlenstoff – wurde wahrscheinlich als Späteintrag der außerhalb von 3,5 AU ziehenden Planetesimalen (Asteroiden und Kometen) hinzugefügt. Die hohen internen Temperaturen der sich zusammenklumpenden Planetesimale innerhalb des 1 AU Nährgebiets der Erde, die bei der Akkretion freigesetzte Wärme und der anzunehmende Gewächshauseffekt basierend auf Wasserdampf – all dies deutet darauf hin, dass die Erde am Ende ihrer Akkretion zum Großteil im geschmolzenen Zustand vorlag.